# 夫のちんぽが入らない
『夫のちんぽが入らない』（おっとのちんぽがはいらない）は、こだまによる日本のエッセイ作品。略称、「おとちん」。
主婦・こだまが夫との性生活の悩みを綴った私小説で、2014年5月の同人誌イベントで発売の同人誌に短編エッセイとして寄稿され反響を呼び、大幅な加筆修正を経て長編小説として2017年1月18日に扶桑社より刊行。文庫版特別収録エッセイ「ちんぽを出してから」を収録し2018年9月14日に講談社文庫より文庫化された。Yahoo!検索大賞小説部門を第3回（2017年）・第4回（2018年）の2年連続受賞。
および、それを原作とした漫画。フジテレビの制作によりドラマ化され、2019年にFODおよびNetflixにて配信されている。

## 概要
2014年開催の同人誌イベント文学フリマで販売された同人誌「なし水」に収録。同作者の初書籍。
作者の実体験に基づいた自伝作品。女子大生と男子学生が恋に落ち、後に結婚に至る。しかし、付き合い始めてからセックスする際に夫のちんぽ（陰茎）が女性器(膣)に挿入できず、子供ができないことに悩みつつも共に生きてゆく。
2017年2月時点で、単行本の発行部数は13万部を突破した。『朝日新聞』2017年2月12日付朝刊に本書の広告が掲載された際には「※書名は書店でお確かめください」と記載された。
ceroが2014年にリリースした楽曲「Orphans」は、同人誌に掲載された本作にインスパイアされたものである。また、こだまは「Orphans」のタイトルで、雑誌『クイック・ジャパン』でエッセイを連載している。

## 書誌情報
- 夫のちんぽが入らない（2017年1月18日、扶桑社、ISBN 978-4-594-07589-7）
- 夫のちんぽが入らない（2018年9月14日、講談社文庫、ISBN 978-4-06-512970-8） - 文庫版特別収録エッセイ「ちんぽを出してから」を収録

## 漫画
ゴトウユキコの作画で『週刊ヤングマガジン』（講談社）にて、2018年25号（同年5月21日発売）から2020年15号（同年3月9日発売）まで連載。

### 書誌情報（漫画）
- ゴトウユキコ『夫のちんぽが入らない』 講談社〈ヤンマガKCスペシャル〉、全5巻
  1. 2018年9月6日発売、ISBN 978-4-06-512820-6
  2. 2019年2月6日発売、ISBN 978-4-06-514566-1
  3. 2019年9月6日発売、ISBN 978-4-06-516983-4
  4. 2020年3月6日発売、ISBN 978-4-06-518835-4
  5. 2020年7月6日発売、ISBN 978-4-06-520193-0

## 配信ドラマ
フジテレビの制作によりドラマ化され、フジテレビオンデマンドおよびNetflixにて2019年3月20日の16時から全10話が配信されている。ヒロイン役は200人のオーディションの中から選ばれた。
2021年1月11日より、フジテレビ地上波で放送されている。なお、地上波放送に際し、EPGや新聞番組表、フジテレビの公式サイトでは『おとちん』と表記されている。ただしホームページタイトルは「夫のちんぽが入らない」となっている他、URLは「https://www.fujitv.co.jp/b_hp/ottonochinpogahairanai/」である。

### キャスト
- 渡辺（山本）久美子 - 石橋菜津美
- 渡辺研一 - 中村蒼
- 寺田朋美 - 尾野真千子[4]
- 寺田ミユキ - 菊地麻衣
- 坂井真紀
- 江口のりこ
- ミッキー - 松尾諭[4]（第5話・第6話）
- アリハラ - 落合モトキ[4]（第6話）
- 浜野謙太（第8話）
- 山本冴子 - 筒井真理子[4]（第8話）
- 山本祐介 - 春海四方[4]（第8話）
- 渡辺和之 - 国広富之[4]（第7・10話）
- 渡辺京子 - 千葉雅子[4]（第7・10話）
- 山下 - 田中美晴（第1話）
- （第4話）小林きな子、山本浩司、宍戸美和公、安部賢一、占部房子、林田麻里、松坂早苗、足立智充、星野園美、白石直也、廻 飛呂男、久保貫太郎、高山猛久、村岡希美、安澤千草、杉山薫、松本万弥、豊田未来、小泉彩、新野杏樹
- （第5話）小林きな子、山本浩司、宍戸美和公、安部賢一、藤川紗良、高木公佑、佐藤光将、金丸竜也、加藤大翔、鈴木健太、高場大和、松本万弥、豊田未来、亀田侑樹、指出瑞貴
- （第6話）河屋秀俊、沖田裕樹、谷本一、占部房子、林田麻里、松坂早苗、豊田未来、小泉彩、新野杏樹、志村晴美、後藤あゆ美、古川いおり
- （第7話）清水葉月、小野花梨、椿 弓里奈、古川いおり
- （第8話）清水一彰、喜多道枝、山川未菜、新井優歌、新津ちせ、鈴木楓椛、鈴木詩菜、小林千里、椿鮒子、吉牟田眞奈、成澤ゆうが

### スタッフ
- 原作 - こだま『夫のちんぽが入らない』（扶桑社刊）
- 脚本 - 黒沢久子
- 監督 - タナダユキ
- 音楽 - 石塚徹、早川暁雄、山口雄太、望月慎吾、山本隼人
- 音楽プロデュース - 田井モトヨシ
- 音楽制作 - ロードアンドスカイ・オーガニゼーション、EGクリエイション、MUSIC FOR MUSIC
- VFX - Raiyan Laksamana
- ロケ協力 - 山形県、鶴岡市
- 協力プロデューサー - 坂本和隆
- プロデューサー - 湊谷恭史（ザフール）
- 企画・プロデュース - 清水一幸（フジテレビ）
- 制作協力 - ザフール
- 制作著作 - フジテレビ

### 配信日程
| 配信回 | 配信開始日    | タイトル | 配信分（FOD版） |
| ------ | ------------- | -------- | --------------- |
| 1      | 2019年3月20日 | 第1話    | 44分            |
| 2      | 3月20日       | 第2話    | 46分            |
| 3      | 3月20日       | 第3話    | 31分            |
| 4      | 3月20日       | 第4話    | 26分            |
| 5      | 3月20日       | 第5話    | 28分            |
| 6      | 3月20日       | 第6話    | 31分            |
| 7      | 3月20日       | 第7話    | 29分            |
| 8      | 3月20日       | 第8話    | 27分            |
| 9      | 3月20日       | 第9話    | 42分            |
| 10     | 3月20日       | 第10話   | 33分            |